# Магнуссен, Эрик

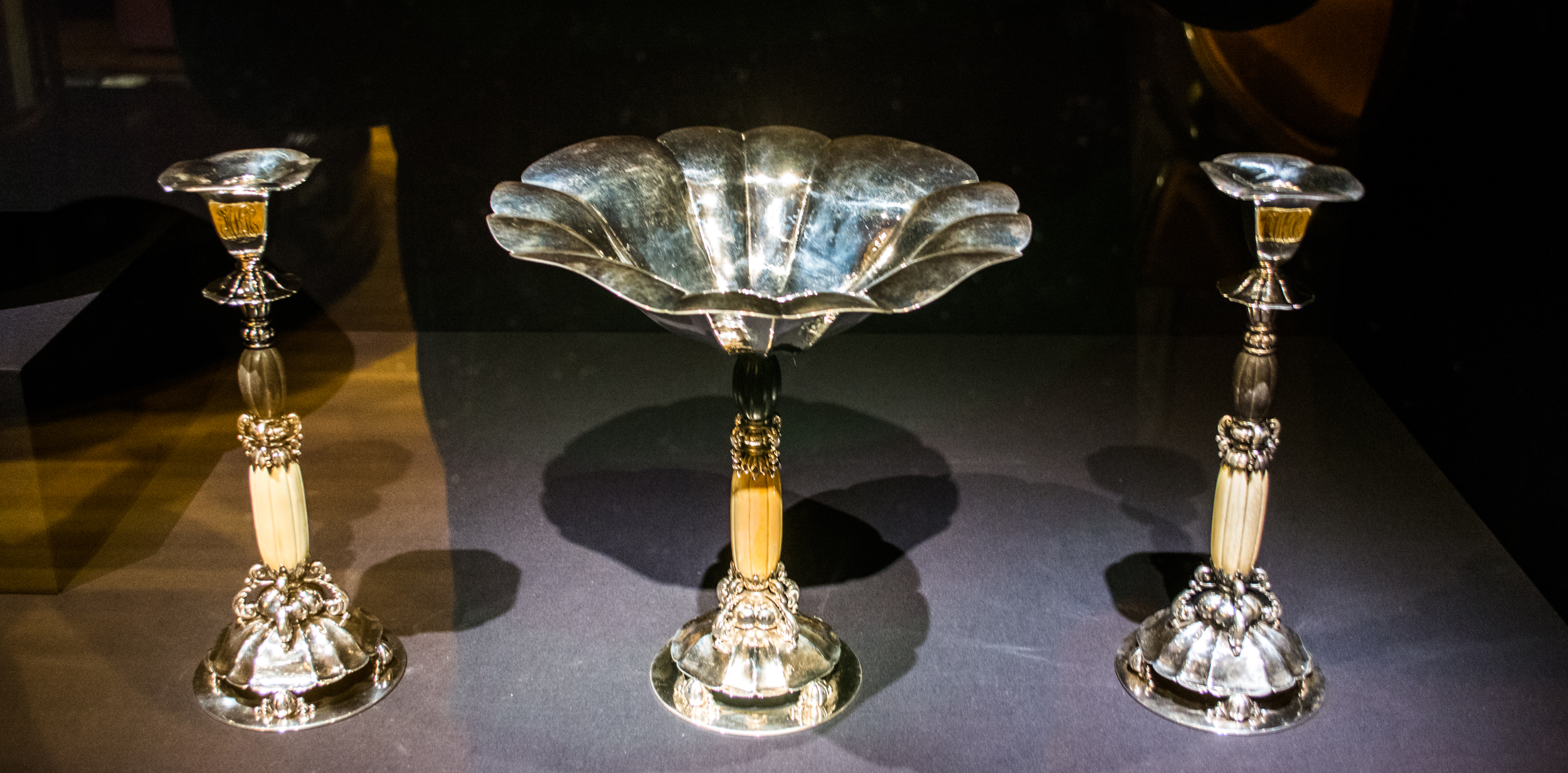
Набор консолей был изготовлен вручную Магнуссеном для выставки Клуба женщин-декораторов в Нью-Йорке в 1927 году

Эрик Магнуссен (дат. Eric Magnussen; 14 мая 1884, Фредериксберг — 24 февраля 1961) — датский ювелир и дизайнер. С 1925 по 1939 год жил и работал в Соединенных Штатах, сначала в качестве художественного руководителя Gorham Manufacturing Company в Нью-Йорке, а затем в собственной мастерской сначала в Чикаго, а затем в Лос-Анджелесе.

## Биография

### Ранняя жизнь и образование
Эрик родился 14 мая 1884 года в Фредериксберге, Копенгаген, в семье писателя и переводчика Йоханнеса Юлиуса Клауди Магнуссена и Хедвиг Шарлотты Клодин Зоммер.
В 1898—1901 годах Магнуссен был учеником скульптора в художественной галерее своего дяди Winkel & Magnussen, также изучал скульптуру у норвежского скульптора Стефана Синдинга из Копенгагена и чеканку серебра у серебряного мастера Вигго Хансена (1859—1930). В 1907-09 годах он работал чеканщиком в мастерской Отто Рохлоффа в Королевской школе при музеи прикладного искусства (Unterrichtsanstalt des königlichen Kunstgewerbe-Museums) в Берлине, Германия.

### Карьера в Дании (1908—1925 гг.)
Вернувшись в Копенгаген, Магнуссен открыл собственную ювелирную мастерскую, где создавал изделия в стиле Георга Йенсена, и другие виды серебряных изделий. Он закрыл магазин в 1912 году и занял пост директора отдела искусств и ремесел в Bing &amp; Grøndahl, где проектировал фарфоровые изделия, украшенный золотом и серебром. В 1913 году он покинул Bing & Grøndahl, чтобы снова открыть собственную ювелирную мастерскую. В 1922 году один из его проектов получил главный приз на Международной выставке столетия независимости в Рио-де-Жанейро.
В 1921-25 Магнуссен работал на керамической фабрике P. Ipsens Enke. В это время один из его проектов получил главный приз на Международной выставке в Рио-де-Жанейро.

### Америка (1925—1939 гг.)
В 1925 году Магнуссен эмигрировал в США и открыл студию в Нью-Йорке. В том же году компания Gorham Manufacturing Company наняла его в качестве своего художественного руководителя, чтобы оживить свою линейку серебряных изделий, выпускаемых для дома. Первоначально он проектировал неоклассические предметы с такими декоративными элементами, как купола, виноградные лозы, когти, тюльпаны и каннелюры. В 1927 году он привлек к себе значительное внимание, создав чайный сервиз в стиле кубизма. Однако работа Магнуссена для Горхэма началась как раз с началом Великой депрессии, и его работы плохо продавались. Он покинул Горхэм в 1929 году, чтобы работать в нью-йоркском отделении немецкой фирмы August Dingeldein & Sohn. В 1932 году он переехал в Чикаго, чтобы открыть собственную мастерскую. В 1933 году он перевез мастерскую в Лос-Анджелес и закрыл в том же году.

### Карьера в Дании (1939—1951 гг.)
В 1939 году Магнуссен вернулся в Данию. Столкнувшись с нехваткой материалов после начала Второй мировой войны, он в основном создавал украшения.
Он женился на Эстер Маргрете Франк, — дочери мастера по металлу, а затем рантье Фредерика Вильгельма Ф. и Катрин Фредерикке Йенсен, 13 сентября 1941 года в Сковшоведе.

## Работы

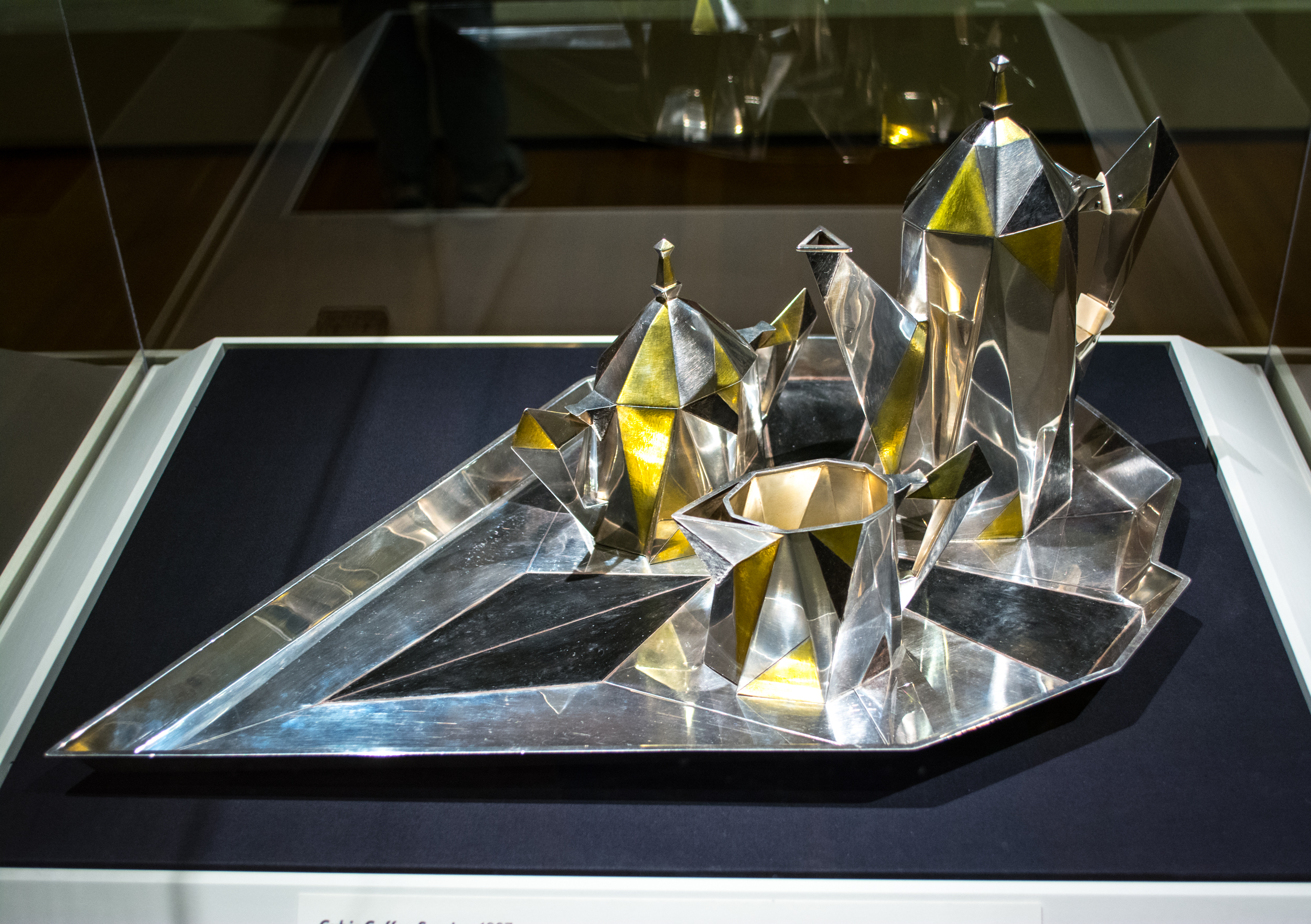
Кубистический чайный сервиз, 1927 г.

Ранние украшения Магнуссена выполнены в стиле, который в местном масштабе известен как Skønvirke. Он использовал насекомых и полудрагоценные камни в своих работах, которые были вдохновлены Рене Лаликом. Его работы, сделанные за годы в Америке, выполнены в стиле ар-деко, вдохновленном кубизмом и архитектурой небоскребов.